# Eugène Vintras
Eugène Vintras (7 de abril de 1807 - 7 de diciembre de 1875) fue un místico religioso francés que fundó la controvertida secta conocida como Œuvre de la Miséricorde ("Obra de la Misericordia").  Afirmaba recibir visiones divinas y ser la reencarnación del profeta Elías.  El movimiento de Vintras estuvo marcado por el misticismo, ciertas innovaciones rituales y la oposición tanto de la Iglesia Católica como de las autoridades francesas. 

## Primeros años
Vintras nació en Bayeux, Normandía, en 1807,  hijo ilegítimo de Marie Vintras. Pasó parte de su infancia en instituciones religiosas y luego trabajó como sastre y vendedor ambulante. Sus primeros años de vida estuvieron marcados por problemas económicos, y posteriormente se instaló en Tilly-sur-Seulles.
En noviembre de 1839, cuando trabajaba en una fábrica de cartón, Vintras afirmó haber tenido visiones del Arcángel Miguel, la Virgen María y San José. Este evento fue seguido por lo que él describió como sucesos milagrosos y comunicaciones espirituales. Otro hecho signifivativo fue la recepción de una carta de una sociedad monárquica secreta conocida como los "Salvadores de Luis XVII".   La carta reconocía a Vintras como un profeta divinamente elegido, que marcaría el comienzo de una nueva era espiritual para Francia.

## La Obra de la Misericordia y la condena
La Obra de la Misericordia creció rápidamente y su actividad comenzó a popularizarse con la circulación de 6.000 ejemplares de un panfleto sobre Vintras y sus milagros. Las innovaciones litúrgicas del grupo incluyeron el uso de hostias rojas que simbolizaban sangre, y cálices que se llenaban espontáneamente de vino, fenómenos que sus seguidores consideraron milagros. Estas prácticas despertaron sospechas entre las autoridades de la Iglesia.
Vintras fue arrestado en 1842 por las autoridades francesas y sentenciado a cinco años de prisión por fraude y subversión moral. En 1843, el Papa Gregorio XVI condenó formalmente al movimiento en la carta papal Ubi Primum, denunciándolo como herético y peligroso. Después de ser liberado de prisión, Vintras continuó predicando y pasó un tiempo exiliado en Londres, Inglaterra.
Eugène Vintras murió en Lyon en 1875.

## Influencia
Las enseñanzas de Vintras y sus controvertidas afirmaciones espirituales atrajeron la atención de varios ocultistas notables del siglo XIX. Éliphas Lévi, un mago ceremonial y escritor francés, estaba inicialmente asociado con Vintras pero luego se distanció, denunciándolo como un falso profeta. En sus escritos, Lévi reconoció el poderoso magnetismo de Vintras y la sinceridad de sus seguidores, pero criticó los excesos del movimiento y afirmó que sus fenómenos místicos rayaban en lo diabólico. 
Arthur Edward Waite, el místico inglés e historiador del esoterismo, también comentó sobre Vintras en sus estudios de las tradiciones ocultas y místicas. Waite consideraba a Vintras una figura compleja y enigmática, y lo incluyó en su análisis del mesianismo místico en Francia.